# Számtani-mértani közép
A matematikában két pozitív valós szám számtani-mértani közepe a következő:
Jelölje a két számot x és y! Kiszámoljuk a számtani közepüket, ezt jelölje a1. Ezután kiszámoljuk a mértani közepüket, ezt jelölje g1:
{\displaystyle {\begin{aligned}a_{1}&={\tfrac {1}{2}}(x+y)\\g_{1}&={\sqrt {xy}}\end{aligned}}}
A kapott két számnak újra kiszámoljuk a számtani és a mértani közepét, és ezt iteráljuk minden an és gn párra:
{\displaystyle {\begin{aligned}a_{n+1}&={\tfrac {1}{2}}(a_{n}+g_{n})\\g_{n+1}&={\sqrt {a_{n}g_{n}}}\end{aligned}}}
Ekkor az an és a gn sorozatok ugyanahhoz a számhoz tartanak, ami x és y számtani-mértani közepe. Jelölése M(x, y), vagy agm(x, y).
Algoritmusokhoz használják, például a számtani-mértani módszerhez.

## Példa
Legyen x = 24 és y = 6, keressük ezek számtani-mértani közepét. Kiszámoljuk a számtani és a mértani közepüket:
{\displaystyle {\begin{aligned}a_{1}&={\tfrac {1}{2}}(24+6)=15\\g_{1}&={\sqrt {24\times 6}}=12\end{aligned}}}
a következő lépés:
{\displaystyle {\begin{aligned}a_{2}&={\tfrac {1}{2}}(15+12)=13.5\\g_{2}&={\sqrt {15\times 12}}=13.41640786500\dots \\\dots \end{aligned}}}
Az első öt iteráció értékei:
| n | an                           | gn                           |
| - | ---------------------------- | ---------------------------- |
| 0 | 24                           | 6                            |
| 1 | 15                           | 12                           |
| 2 | 13,5                         | 13,416407864998738178455042… |
| 3 | 13,458203932499369089227521… | 13,458139030990984877207090… |
| 4 | 13,458171481745176983217305… | 13,458171481706053858316334… |
| 5 | 13,458171481725615420766820… | 13,458171481725615420766806… |
Az egyezés hossza minden lépésben a duplájára nő. A számtani-mértani közép e két sorozat közös határértéke, ami megközelítően 13.4581714817256154207668131569743992430538388544.

## Tulajdonságai
Két pozitív szám számtani közepe sosem kisebb, mint mértani közepük. Ezért gn növekvő, an csökkenő sorozat, és gn ≤ M(x, y) ≤ an. Az egyenlőtlenség szigorú, ha x ≠ y. Tehát a számtani-mértani közép a mértani és a számtani közepek között van.
Ha r ≥ 0, akkor M(rx,ry) = r M(x,y).
Reprezentálható integrál alakban:
{\displaystyle {\begin{aligned}M(x,y)&={\frac {\pi }{2}}{\bigg /}\int _{0}^{\frac {\pi }{2}}{\frac {d\theta }{\sqrt {x^{2}\cos ^{2}\theta +y^{2}\sin ^{2}\theta }}}\\&={\frac {\pi }{4}}\cdot {\frac {x+y}{K\left({\frac {x-y}{x+y}}\right)}}\end{aligned}}}
ahol K(k) teljes elsőfajú elliptikus integrál:
{\displaystyle K(k)=\int _{0}^{\frac {\pi }{2}}{\frac {d\theta }{\sqrt {1-k^{2}\sin ^{2}(\theta )}}}}
A definíció szerinti számítás elég gyorsan konvergál ahhoz, hogy a számtani-mértani sorozatot elliptikus integrálok számításához használják. A mérnöki tudományokban elliptikus szűrőket terveznek vele. A másodfajú elliptikus integrálok kiszámításához a módosított számtani-mértani közép használható.
A számtani-mértani közép módszerével a logaritmus is jól közelíthető.

## Kapcsolódó fogalmak
Az 1 és a négyzetgyök 2 számtani-mértani közepének reciproka a Gauss-konstans:
{\displaystyle {\frac {1}{M(1,{\sqrt {2}})}}=G=0,8346268\dots }
A mértani-harmonikus közép hasonlóan számítható, a mértani és a harmonikus középből képzett sorozatokkal. Hasonolóan a számtani-harmonikus közép is definiálható, de megegyezik a mértani középpel.

## A létezés bizonyítása
A számtani-mértani közepek között teljesül az alábbi egyenlőtlenség:
{\displaystyle g_{n}\leqslant a_{n}}
így
{\displaystyle g_{n+1}={\sqrt {g_{n}\cdot a_{n}}}\geqslant {\sqrt {g_{n}\cdot g_{n}}}=g_{n}}
ennélfogva a gn sorozat nemcsökkenő.
Továbbá könnyen látható, hogy felülről korlátos, mivel x és y közül a nagyobb jó felső korlát, ami következik abból, hogy a számtani és a mértani közép is a kettő között van. Emiatt a monoton konvergencia tétele szerint konvergens, tehát létezik határértéke, amit jelöljünk g-vel:
{\displaystyle \lim _{n\to \infty }g_{n}=g}
Azt is láthatjuk, hogy:
{\displaystyle a_{n}={\frac {g_{n+1}^{2}}{g_{n}}}}
és így
{\displaystyle \lim _{n\to \infty }a_{n}=\lim _{n\to \infty }{\frac {g_{n+1}^{2}}{g_{n}}}={\frac {g^{2}}{g}}=g}

## Az integrálos alak bizonyítása
Ez a bizonyítás Gausstól származik.
Legyen
{\displaystyle I(x,y)=\int _{0}^{\pi /2}{\frac {d\theta }{\sqrt {x^{2}\cos ^{2}\theta +y^{2}\sin ^{2}\theta }}},}
Helyettesítjük az integrációs változót {\displaystyle \theta '}-vel, ahol
{\displaystyle \sin \theta ={\frac {2x\sin \theta '}{(x+y)+(x-y)\sin ^{2}\theta '}},}
ezzel
{\displaystyle {\begin{aligned}I(x,y)&=\int _{0}^{\pi /2}{\frac {d\theta '}{\sqrt {{\bigl (}{\frac {1}{2}}(x+y){\bigr )}^{2}\cos ^{2}\theta '+{\bigl (}{\sqrt {xy}}{\bigr )}^{2}\sin ^{2}\theta '}}}\\&=I{\bigl (}{\tfrac {1}{2}}(x+y),{\sqrt {xy}}{\bigr )}.\end{aligned}}}
Így
{\displaystyle {\begin{aligned}I(x,y)&=I(a_{1},g_{1})=I(a_{2},g_{2})=\cdots \\&=I{\bigl (}M(x,y),M(x,y){\bigr )}=\pi /{\bigr (}2M(x,y){\bigl )}.\end{aligned}}}
Ez utóbbi egyenlőség abból adódik, hogy {\displaystyle I(z,z)=\pi /(2z)}.
Amivel
{\displaystyle M(x,y)=\pi /{\bigl (}2I(x,y){\bigr )}.}

## Története
Az első számtani-mértani közepet használó algoritmust Lagrange alkalmazta. Tulajdonságait Gauss elemezte.

## Fordítás
- Ez a szócikk részben vagy egészben  az   arithmetic–geometric mean című angol Wikipédia-szócikk fordításán alapul.  Az eredeti cikk szerkesztőit annak laptörténete sorolja fel. Ez a jelzés csupán a megfogalmazás eredetét és a szerzői jogokat jelzi, nem szolgál a cikkben szereplő információk forrásmegjelöléseként.